# Абдувалієв Андрій Хакімович
Андрій Хакімович Абдувалієв (нар. 30 червня 1966, Ленінград, Російська РФСР) — радянський, Таджицький та узбецький легкоатлет, що спеціалізується на метанні молота, олімпійський чемпіон 1992 року, дворазовий чемпіон світу.

## Кар'єра
| Рік                           | Змагання         | Місто               | Місце            | Примітки         |                  |
| Представник СРСР              | Представник СРСР | Представник СРСР    | Представник СРСР | Представник СРСР | Представник СРСР |
| ----------------------------- | ---------------- | ------------------- | ---------------- | ---------------- | ---------------- |
| 1991                          | Чемпіонат світу  | Токіо, Японія       | 5                | 78.30 м          |                  |
| Представник Об'єднана команда |                  |                     |                  |                  |                  |
| 1992                          | Олімпійські ігри | Барселона, Іспанія  | 1                | 82.54 м          |                  |
| Представник Таджикистан       |                  |                     |                  |                  |                  |
| 1993                          | Чемпіонат світу  | Штутгарт, Німеччина | 1                | 81.64 м          |                  |
| 1995                          | Чемпіонат світу  | Гетеборг, Швеція    | 1                | 81.56 м          |                  |
| Представник Узбекистан        |                  |                     |                  |                  |                  |
| 1997                          | Чемпіонат світу  | Афіни, Греція       | 15               | 75.96 м          |                  |
| 1998                          | Чемпіонат Азії   | Фукуока, Японія     | 1                | 76.67 м          |                  |
| 1998                          | Азійські ігри    | Бангкок, Таїланд    | 2                | 77.14 м          |                  |
| 1999                          | Чемпіонат світу  | Севілья, Іспанія    | 15               | 75.12 м          |                  |
| 2000                          | Олімпійські ігри | Сідней, Австралія   | 15               | 75.64 м          |                  |